# Puente de Valencia de Don Juan
El puente de Valencia de Don Juan es un puente formado por cuatro arcos de hormigón armado de 33 metros de luz que cruza el río Esla a los pies del Castillo de Coyanza, en el municipio de Valencia de Don Juan (Provincia de León).

## Historia
Fue construido en 1910 siguiendo un innovador sistema realizado por el ingeniero José Eugenio Ribera, que lo convertiría en el primer puente construidos en España con cimentación a base de cajones de hormigón armado.
El coste total de la obra fue 353.624 pesetas.

## Nuevo puente
La anchura del puente original (6.60m) comienza a resultar insuficiente a partir de los años 1990, por lo que se plantea su ampliación con un proyecto de los ingenieros Juan José Arenas de Pablo y Marco Pantaleón Prieto. Este proyecto se basa en la creación de una superestructura mixta (acero/hormigón) que apoye directamente sobre las pilas del puente original y que respetase la diafanidad del mismo. Se ensanchó la plataforma hasta los diez metros de anchura y se añadieron a su vez ensanchamientos semicirculares a la altura de las pilas para la contemplación del paisaje.

## Galería de imágenes

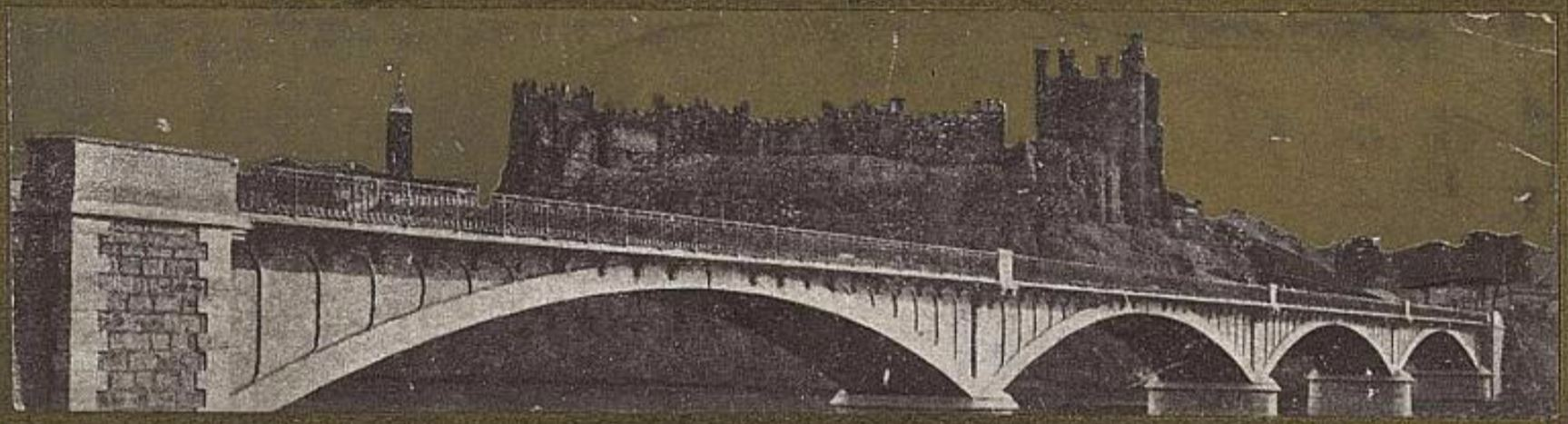
Fotografía del puente poco después de su construcción